# 康塞普西翁火山
康塞普西翁火山（Volcán Concepción）是中美洲尼加拉瓜的活火山，位於尼加拉瓜湖的奧梅特佩島西北部，自1883年起火山爆發超過25次，最近一次爆發在2009年12月11日，火山口的北面有火山噴氣孔。

## 外部連結
- Volcano World: Concepción, Nicaragua
- Climbing the Concepción Volcano （页面存档备份，存于）

11°32′N 85°37′W / 11.53°N 85.62°W